# Palau de la Puresa Celestial
El Palau de la Puresa Celestial, o Palau Qianqing (en xinès: 乾清宫; pinyin: qiánqīng gōng; Manchu: kiyan cing gung) és un palau de la Ciutat Prohibida de Beijing, en xinès: 乾清宫, pinyin: qiánqīng gōng És la més gran de les tres sales de la Cort Interior (els altres dos són la Sala de la Unió i el Palau de la Tranquil·litat Terrenal), localitzada en l'extrem nord de la Ciutat Prohibida. Durant la dinastia Qing, el palau sovint va servir com a sala d'audiències de l'Emperador, on es reunia amb el Consell Magnífic.
El Palau de la Puresa Celestial és un edifici amb dobles cornises, i establert en un sol nivell sobre una plataforma de marbre blanc. Està connectat a la Porta de la Puresa Celestial pel seu costat sud a través d'un passadís alçat. En la dinastia Ming, va ser la residència de l'Emperador. L'ampli espai es dividia en nou habitacions en dos nivells, amb 27 llits. Per seguretat, cada nit l'Emperador escollia a l'atzar un d'aquests llits per dormir. Això va continuar fins a inicis de la dinastia Qing. No obstant això, quan l'Emperador Yongzheng va ascendir al tron, no desitjava habitar el palau que el seu pare Kangxi va ocupar durant 60 anys. Ell i els emperadors subsegüents van viure en canvi a la Sala de la Cultivació Mental, més petita i a l'oest. El Palau de la puresa Celestial llavors va funcionar com la sala d'audiències de l'Emperador, on es reunia amb la cort, rebia ministres i emissaris, i celebrava banquets. Al centre del Palau, sobre una plataforma, hi ha el tron i un escriptori, en el qual l'Emperador va escriure notes i va signar documents durant consells amb ministres.
Sobre el tron penja una tableta amb una escriptura llegida de dreta a esquerra, que diu zhèng dà guāng míng (正大光明), escrita per l'Emperador Shunzhi. Aquesta tableta s'ha traduït en diverses formes, però el significat transliteral aproximat és "deixin que el bondadós brilli". Sovint s'usa com una frase o aforisme xinès, que significa "ser decent, sincer i magnànim," o "no tenir cap secret ni fer una acció desvergonyida."
Els emperadors de la dinastia Qing posteriors a Yongzheng van designar als seus successors en secret, amb una sola còpia del seu testament amagat darrere d'aquesta tableta i una altra còpia que l'Emperador portava amb si a tot moment.